# Pia Janke
Pia Janke (* 20. März 1966 in Wien) ist eine österreichische Literatur- und Theaterwissenschaftlerin und außerordentliche Universitätsprofessorin an der Universität Wien. Sie ist Leiterin des Elfriede Jelinek-Forschungszentrums und des Interuniversitären Forschungsnetzwerks Elfriede Jelinek der Universität Wien und der Musik und Kunst Privatuniversität der Stadt Wien.

## Leben
Pia Janke war nach der Matura und dem Studium der Germanistik und der Theaterwissenschaft an der Universität Wien und der Absolvierung des Lehrgangs für kulturelles Management an der Wiener Musikhochschule zunächst dramaturgische Mitarbeiterin an Opernhäusern in Athen, Paris und Wien, an der Wiener Staatsoper bei Staatsoperndirektor Claus Helmut Drese, mit dem sie auch danach dramaturgisch zusammenarbeitete und dessen Bücher sie lektorierte, und an der Oper Bonn (Chefdramaturg: Klaus-Peter Kehr). Im Jahre 1989 schloss sie ihr Studium mit einer Diplomarbeit zu Peter Handkes „Über die Dörfer“ ab, 1992 promovierte sie mit einer Arbeit über Peter Handke und Botho Strauß. Auf Einladung von Gerard Mortier war sie 2000–2001 bei den Salzburger Festspielen für Vorträge zu Gast. Sie habilitierte sich 2006 an der Universität Wien mit einer Arbeit über politische Massenfestspiele in Österreich zwischen 1918 und 1938; seither ist sie außerordentliche Universitätsprofessorin am Institut für Germanistik der Universität Wien.
Im Jahre 1998 gründete sie mit Ilija Dürhammer pro arte. Gesellschaft für Interdisziplinäre Erkundungen und war bis 2004 deren Geschäftsführerin. 2004 gründete sie das Elfriede Jelinek-Forschungszentrum, das sich mit der Dokumentation, Erschließung und Erforschung von Elfriede Jelineks Werk und dessen Rezeption befasst und ein weltweit genutztes Archiv und Kommunikationszentrum zur Autorin betreibt. 2013 bis 2019 war sie Leiterin der Forschungsplattform Elfriede Jelinek: Texte – Kontexte – Rezeption der Universität Wien. Seit 2020 ist sie Leiterin des Interuniversitären Forschungsnetzwerks Elfriede Jelinek der Universität Wien und der Musik und Kunst Privatuniversität der Stadt Wien (MUK), eines innovativen Modells der Kooperation einer Wissenschafts- (Universität Wien) und einer Kunstuniversität (Musik und Kunst Privatuniversität der Stadt Wien), das, neben Grundlagenarbeiten – von Elfriede Jelinek ausgehend und international stark vernetzt – interdisziplinäre Forschungsarbeiten zu wichtigen gesellschaftlichen Themen und zu ästhetischen Strategien durchführt und neue wissenschaftlich-künstlerische Formate entwickelt.
Ihre Forschungsschwerpunkte sind: österreichische Literatur ab den 1960er Jahren, Elfriede Jelinek, österreichische Autorinnen, das Libretto, die Bezüge zwischen Literatur, Musik, Theater (insbesondere Musiktheater), Festspiele und Festspielkultur (mit dem Schwerpunkt Salzburger Festspiele) sowie Kunst und Politik. Ihr besonderes Interesse gilt der Vernetzung von Kunst und Wissenschaft sowie interdisziplinären und intermedialen Fragestellungen. Zu Elfriede Jelinek hat sie erstmal 2004 ein kommentiertes Verzeichnis des Gesamtwerks und dessen weltweiter wissenschaftlicher, medialer und künstlerischer Rezeption publiziert, das 2014 in einer zweiten, vollständig überarbeiteten Fassung erschienen ist. Sie ist auch Herausgeberin des „Jelinek-Handbuchs“ im Metzler Verlag (2013, 2., erweiterte und überarbeitete Auflage 2024).
In Kooperation mit internationalen Universitäten, Kunstinstitutionen (u. a. Wiener Staatsoper, Musiktheater an der Wien, Wiener Festwochen, Burgtheater Wien, Volkstheater Wien, Salzburger Festspiele, Schauspielhaus Wien, Kosmos Theater Wien, Neue Oper Wien, Wien Modern, Biennale von Venedig, Thalia Theater Hamburg, Kunsthistorisches Museum, Albertina Modern, Kunsthalle Wien, Jüdisches Museum Wien, Österreichisches Filmmuseum etc.) sowie Wissenschaftlern und Künstlern hat sie zahlreiche künstlerisch-wissenschaftliche Symposien und Veranstaltungsreihen organisiert (u. a. zu Themen wie Frauenbilder bei Hugo von Hofmannsthal und Richard Strauss, Thomas Bernhard, Elfriede Jelinek, Postdramatik, Christoph Schlingensief, Herta Müller und Elfriede Jelinek, Kunst und Katholizismus, Komik und Subversion, Libretto, neue Formen des Musiktheaters etc.) und dabei auch neue Werke in Auftrag geben. Die Symposien sind auch in Form von Buchpublikationen und Internetportalen veröffentlicht worden.
Seit 2005 ist sie Herausgeberin der Reihe DISKURSE.KONTEXTE.IMPULSE im Praesens Verlag, seit 2010 gibt sie das JELINEK[JAHR]BUCH heraus. Besondere mediale Aufmerksamkeit erhielt ihr 2024 herausgegebenes Buch JederMann - KeineFrau? Die Salzburger Festspiele in Diskussion. Das Buch bildet die Basis für das von ihr geleitete Forschungsprojekt FRAUEN*.FESTSPIELE.SALZBURG, in dessen Rahmen sie auch die Festspiel Academy begründete, die ab 2025 jährlich zu den Salzburger Festspielen veranstaltet wird. 
Sie hatte Lehraufträge an der Universität für Angewandte Kunst Wien und an der Universität für Musik und darstellende Kunst Wien (zu Ästhetik und zu Dramaturgie) und organisierte auch international Tagungen bzw. hielt Vorträge, u. a. in Graz, Salzburg, Berlin, Hamburg, München, Paris, Rouen, Montpellier, Rom, Madrid, Warschau, Bukarest, Beijing, Shanghai, New York, Tokio, Brüssel, Kiew.
Als Jurorin war sie u. a. beim Würdigungspreis für Literatur (2000), beim Gert Jonke-Preis (2019) und beim Österreichischen Buchpreis (2019) tätig. Seit 2021 ist sie Mitglied des Literaturbeirats des Bundesministeriums für Kunst, Kultur, öffentlichen Dienst und Sport und des Wissenschaftlichen Beirats des Theodor Körner Fonds. Seit 2023 ist sie Mitglied des Wissenschaftlichen Beirats des Archivs der Salzburger Festspiele.

## Publikationen (Auswahl)
- Der „Heimatdichter“ Thomas Bernhard. Holzhausen, Wien 1999, ISBN 3-85493-009-7.
- Richard Strauss – Hugo von Hofmannsthal. Frauenbilder. Edition Praesens, Wien 2001, ISBN 978-3-7069-0061-4.
- Raimund, Nestroy, Grillparzer – Witz und Lebensangst. Edition Praesens, Wien 2001, ISBN 3-7069-0113-7.
- Dramaturgie der Leidenschaften – Libretti aus vier Jahrhunderten. Edition Praesens, Wien 2001, ISBN 978-3-7069-0081-2.
- Der Germanist. Praesens Verlag, Wien 2002, ISBN 978-3-7069-0135-2.
- Die Nestbeschmutzerin. Jelinek und Österreich. Jung und Jung, Wien 2002, ISBN 3-902144-41-6.
- „Erst wenn einer tot ist, ist er gut“. Brandstätter, Wien 2002, ISBN 3-85498-216-X.
- Die „österreichische“ nationalsozialistische Ästhetik. Böhlau, Wien 2003, ISBN 3-205-77151-6.
- Werkverzeichnis Elfriede Jelinek. Praesens Verlag, Wien 2004, ISBN 978-3-7069-0212-0.
- Literaturnobelpreis Elfriede Jelinek. Praesens Verlag, Wien 2005, ISBN 3-7069-0314-8.
- Elfriede Jelinek: „Ich will kein Theater“. Mediale Überschreitungen. Praesens Verlag, Wien 2007, ISBN 978-3-7069-0456-8.
- Politische Massenfestspiele in Österreich zwischen 1918 und 1938. Böhlau, Wien 2010, ISBN 978-3-205-78524-8.
- Ritual.Macht.Blasphemie. Kunst und Katholizismus in Österreich seit 1945. Praesens Verlag, Wien 2010, ISBN 978-3-7069-0811-5.
- „Die endlose Unschuldigkeit“. Elfriede Jelineks Rechnitz (Der Würgeengel). Praesens Verlag, Wien 2010, ISBN 978-3-7069-0592-3.
- Der Gesamtkünstler Christoph Schlingensief. Praesens Verlag, Wien 2011, ISBN 978-3-7069-0667-8.
- Jelinek[Jahr]Buch 2011 ff. Praesens Verlag, Wien 2011.
- Jelinek-Handbuch. Metzler Verlag, Stuttgart 2013, ISBN 978-3-476-02367-4.
- „Postdramatik“. Reflexion und Revision. Praesens Verlag, Wien 2015, ISBN 978-3-7069-0811-5.
- Elfriede Jelinek. Werk und Rezeption. 2 Bände. Praesens Verlag, Wien 2015, ISBN 978-3-7069-0791-0.
- Schreiben als Widerstand. Elfriede Jelinek & Herta Müller. Praesens Verlag, Wien 2017, ISBN 978-3-7069-0925-9.
- Jelineks Räume. Praesens Verlag, Wien 2017, ISBN 978-3-7069-0953-2.
- Elfriede Jelineks „Burgtheater“ – Eine Herausforderung. Praesens Verlag, Wien 2018, ISBN 978-3-7069-0982-2.
- Komik und Subversion. Ideologiekritische Strategien. Praesens Verlag, Wien 2020, ISBN 978-3-7069-1031-6.
- mit Christian Schenkermayr, Susanne Teutsch (Hrsg.): Libretto. Zukunftswerkverstatt Musiktheater. Praesens Verlag, Wien 2020, ISBN 978-3-7069-1073-6.
- (Hrsg.): JederMann – KeineFrau? Die Salzburger Festspiele in Diskussion. Mit Sara Leitner, Praesens Verlag, Wien 2024, ISBN 978-3-7069-1245-7.
- Jelinek-Handbuch. 2., erweiterte und überarbeitete Auflage. Metzler Verlag, Stuttgart 2024, ISBN 978-3-476-05992-5.